# Catenula leptocephala
Catenula leptocephala är en plattmaskart. Catenula leptocephala ingår i släktet Catenula och familjen Catenulidae. Inga underarter finns listade i Catalogue of Life.